# Jeanne-Antide Thouret
Pour les articles homonymes, voir Sainte Jeanne et Jeanne.
Jeanne-Antide Thouret (Sancey-le-Long, 27 novembre 1765 - Naples, 24 août 1826) est une religieuse française, fondatrice de la congrégation des Sœurs de la charité de sainte Jeanne-Antide Thouret et reconnue sainte par l'Église catholique ; fête le 24 août.

## Biographie

### Enfance
Elle est cinquième enfant d'une famille rurale très chrétienne de Franche-Comté.

### Vie religieuse
À l'âge de 22 ans, obéissant à sa foi et à sa vocation qui la pousse vers le service des autres, en priorité des plus démunis, elle intègre la congrégation des Filles de la charité, fondée par saint Vincent de Paul, un siècle plus tôt, congrégation religieuse au service des pauvres, d'abord à Langres, fin juillet 1787 ensuite à Paris, le 1er novembre, à la maison-mère.
Pendant la Révolution française, toutes les Filles de la charité, comme bon nombre de religieuses, sont dispersées et doivent retourner chez elles. En mai 1794, Jeanne-Antide retourne donc à Sancey.
Toutefois, ne renonçant pas à sa vocation, le 15 août 1795, elle part en Suisse, avec les Solitaires du Père Antoine-Sylvestre Receveur, une communauté errante, avec laquelle elle va parcourir la Suisse et une partie de l'Allemagne. Arrivée à Passau, sur les bords du Danube, le 24 avril 1797, elle choisit de rentrer. Elle arrive au Landeron, près de Neuchâtel en Suisse le 24 juin, après un voyage solitaire de plus de 600 kilomètres. Là, elle reçoit l'appel de deux prêtres français qui lui demandent de rentrer en France, à Besançon, pour s'occuper des enfants non scolarisés et des malades. Elle est de retour le 15 août.

### Fondation de sa communauté religieuse
Le 11 avril 1799 elle fonde à Besançon une école gratuite pour les filles et un bouillon pour les pauvres. De mai à septembre 1802, Jeanne-Antide rédige la Règle de vie de sa communauté. Accompagnée de quelques sœurs attirées par son idéal de vie, elle ouvre de nouvelles écoles, et des lieux dédiés aux soins des malades, tandis qu'elle envoie ses sœurs faire la classe et soigner les pauvres.
On lui demande aussi de prendre en charge le service des prisonniers de la prison de Bellevaux, le 23 septembre 1802, où elle s'efforce de mettre ses talents d'éducatrice au service des prisonniers, leur donnant de quoi se nourrir, organisant du travail, leur permettant ainsi de recevoir un salaire.
En 1807, à Paris, la communauté reçoit le nom officiel de « Sœurs de la charité de Besançon ».
Appelée en Haute-Savoie, à Thonon, elle s'y rend avec quelques sœurs le 8 mai 1810, mais peu de temps après, au mois de novembre, elle reçoit un appel de Naples où elle se rend avec huit de ses sœurs.

### Départ pour Naples

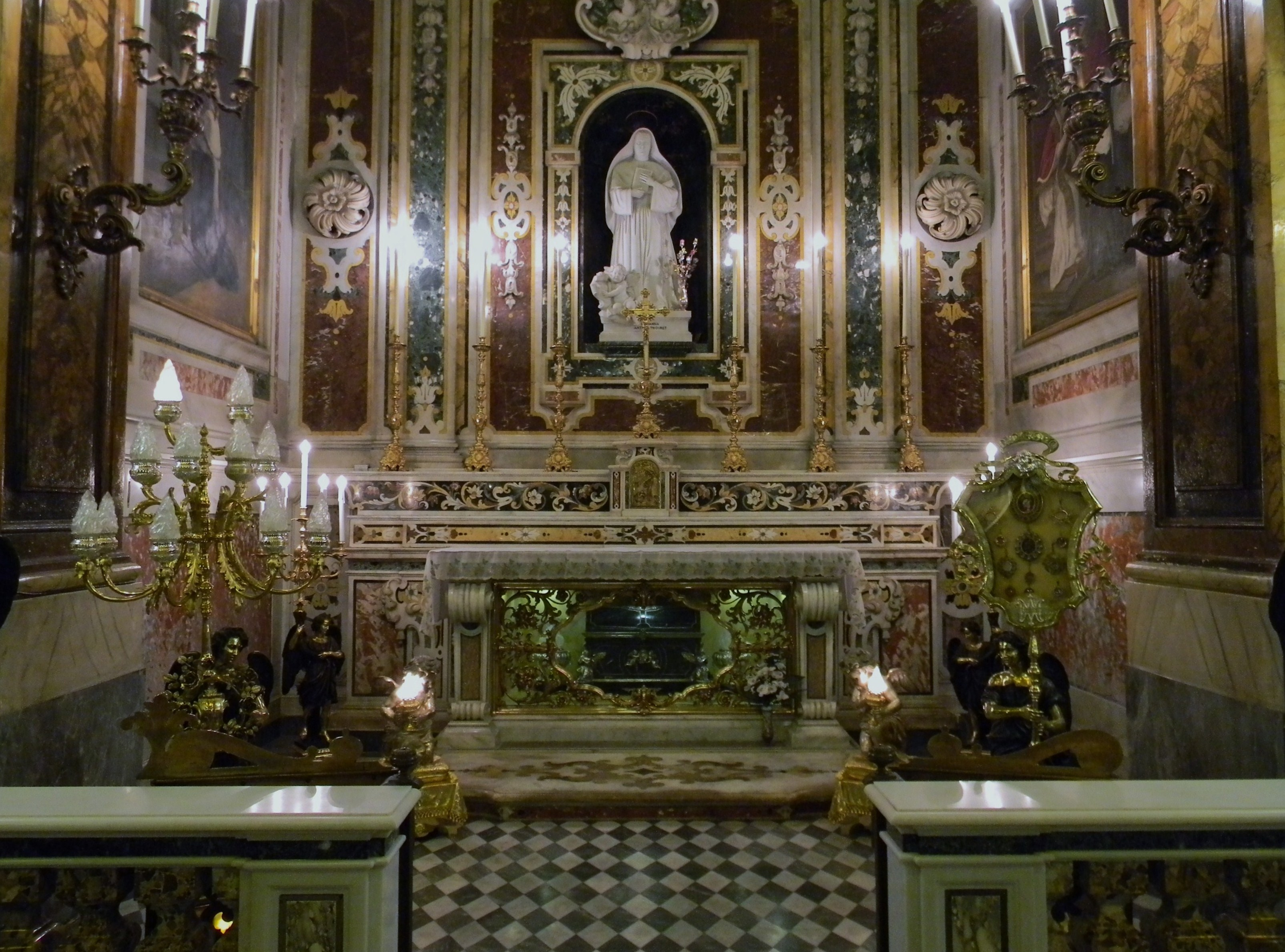
Reliques de sainte Jeanne-Antide Thouret, église Santa Maria Regina Coeli à Naples.

À Naples, on lui demande d'abord de prendre en charge l'hôpital des Incurables, et elle se heurte à l'organisation sociale locale, qu'elle doit comprendre et apprendre avant de pouvoir agir selon sa foi. Elle ouvre aussi une école, une pharmacie au milieu du couvent qui lui avait été octroyé, et elle et ses sœurs n'hésitent pas à en sortir pour aller visiter et soigner pauvres et malades.
Le 23 juillet 1819, les Constitutions sont approuvées par le pape Pie VII. Il donne à la communauté le nom de « Filles de la charité sous la protection de Saint Vincent de Paul », mais les difficultés de Jeanne-Antide avec l'archevêque de Besançon et ses sœurs restées au pays l'éprouvent très profondément.
Malgré tout, en août 1823, elle repart pour Naples, où elle meurt le 24 août 1826.

## Béatification et canonisation
Jeanne-Antide Thouret a été béatifiée par le pape Pie XI le 23 mai 1926 et canonisée le 14 janvier 1934.

## Hommages en Franche-Comté

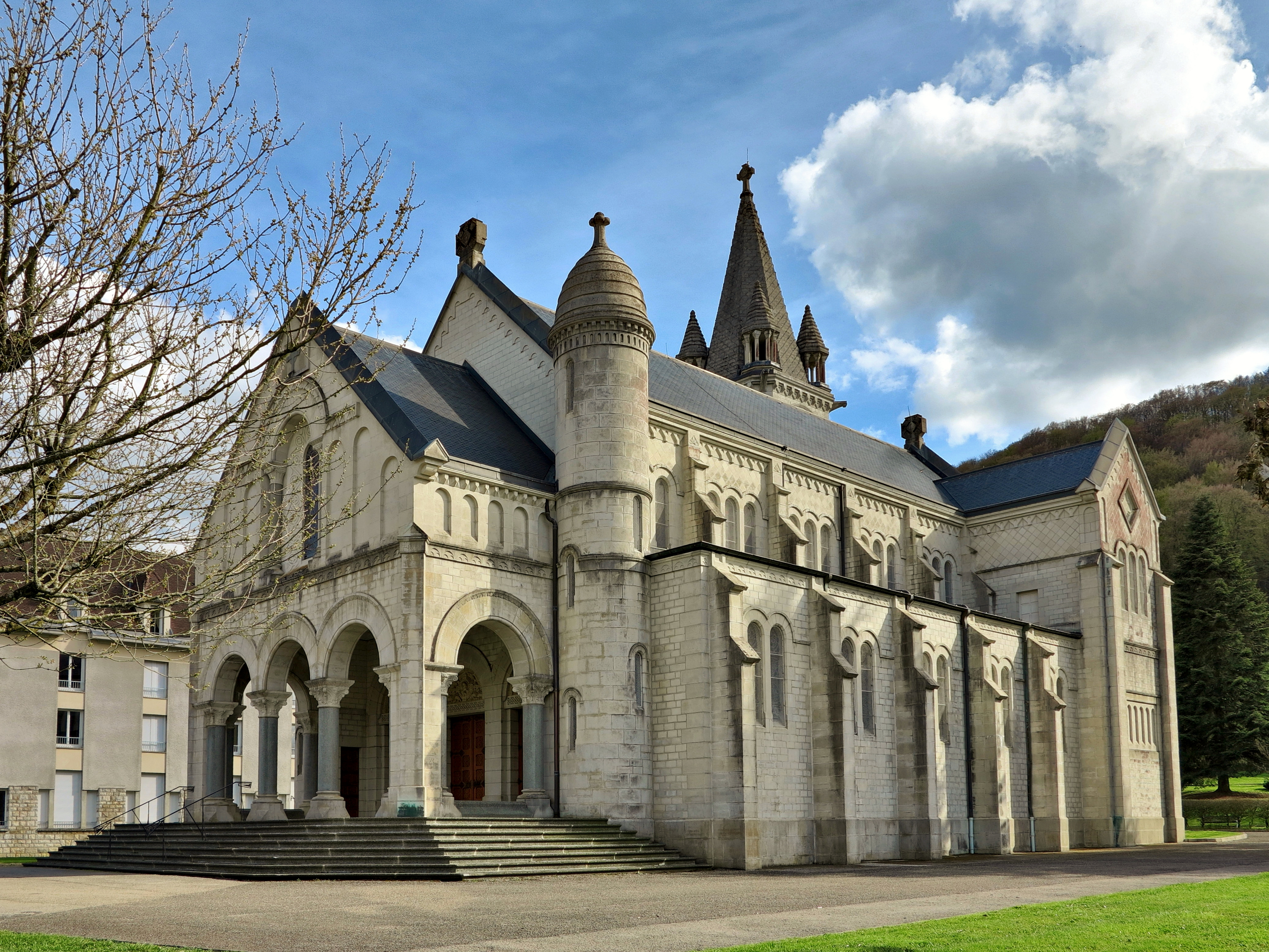
La basilique Sainte Jeanne-Antide Thouret.

En hommage à Jeanne-Antide Thouret, il existe en Franche-Comté :
- La basilique de Sancey-le-Long (fusionnée dans Sancey le 1er janvier 2016) porte son nom ;
- La maison-mère se trouve Grande-Rue à Besançon (avec arbre généalogique de la famille Thouret) ;
- Une rue de la ville de Besançon est appelée rue Jeanne-Antide Thouret (couramment abrégée par rue Thouret sur les plans) ;
- Un arrêt de bus de la ville de Besançon est appelé arrêt Thouret, en hommage à Jeanne-Antide Thouret ;
- Un film tourné dans le Doubs, pour le bicentenaire de la fondation de la congrégation des Sœurs de la charité, par le réalisateur romain, le père Joseph Celluci en 1997[réf. souhaitée] ;
- L'Isle sur le Doubs, Service paroissial ;
- Besançon, Montbéliard, Sancey, Pontarlier, Blamont, Etrappe, Communautés polyvalentes et paroissiales ;
- Une rame du tramway bisontin à son nom ;
- Église Sainte Jeanne-Antide de Belfort.
- Un vitrail de l'église du village de Pont-du-Bois en Haute-Saône
- L'association La Boutique de Jeanne Antide est une association loi de 1901 à Besançon[1],[2].

## Présence dans le monde
Les Sœurs de la charité sont présentes en France et en Italie, en Suisse (depuis 1810), à Malte (depuis1868), en Angleterre (1901), au Liban (1904), aux États-Unis (1932), au Paraguay (1967), en Argentine (1968), en Égypte (1909), en Syrie (1925), au Laos (1934), au Vietnam (depuis 1940) en Indonésie (1980), en Thaïlande (1981), au Pakistan (1982), en Algérie (1940) qu'elles quittent après les années 1970, en Libye (1965) qu'elles quittent après quelques années, en R.C.A. (1960), au Tchad (1962), au Soudan (1984), au Brésil (1993), en Inde (1999), en Éthiopie (2004), au Soudan du Sud (2011), en Bolivie, en Espagne (2014), au Congo (2014).

## Fête
Sa fête est célébrée le 24 août, à l'anniversaire de sa mort et comme figurant dans le calendrier liturgique de l’Église catholique.

## Citations
« Je traverserai les mers, j'irai jusqu'au bout du monde si c'est la volonté de Dieu ».
« Je suis fille de la Sainte Église, soyez-le avec moi ».
« Quand Dieu appelle et qu'on l'entend, il donne tout ce qu'il faut ».
« En avant, toujours, pour Dieu ».